# عدد اتوود
عدد اتوود(به انگلیسی: Atwood number) که با نماد (A) نشان داده می‌شود یک عدد بی بعد می‌باشد که در دینامیک سیالات برای توصیف ناپایداری‌های ریلی - تیلر(ناپایداری‌های هیدرودینامیکی)استفاده می‌شود.این عدد عبارت است از نسبت چگالی‌ها که یک عبارت بی بعد است.عدد اتوود پارامتری مهم در مطالعه ناپایداری‌های ریلی - تیلر و ناپایداری‌های ریچمایر - مشکوو است.در رابطه ناپایداری ریلی - تیلور فاصله نفوذ حباب مایع سنگین به مایع سبک  تابعی از زمان در مقیاس شتاب  ثقل است({\displaystyle Agt^{2}}) که در آن g شتاب گرانشی زمین و t زمان است. 

## رابطه
{\displaystyle A={\frac {\rho _{1}-\rho _{2}}{\rho _{1}+\rho _{2}}}}
که در این رابطه:
{\displaystyle \rho _{1}} = چگالی سیال سنگین تر
{\displaystyle \rho _{2}} = چگالی سیال سبک تر